# Domus Tiberiana

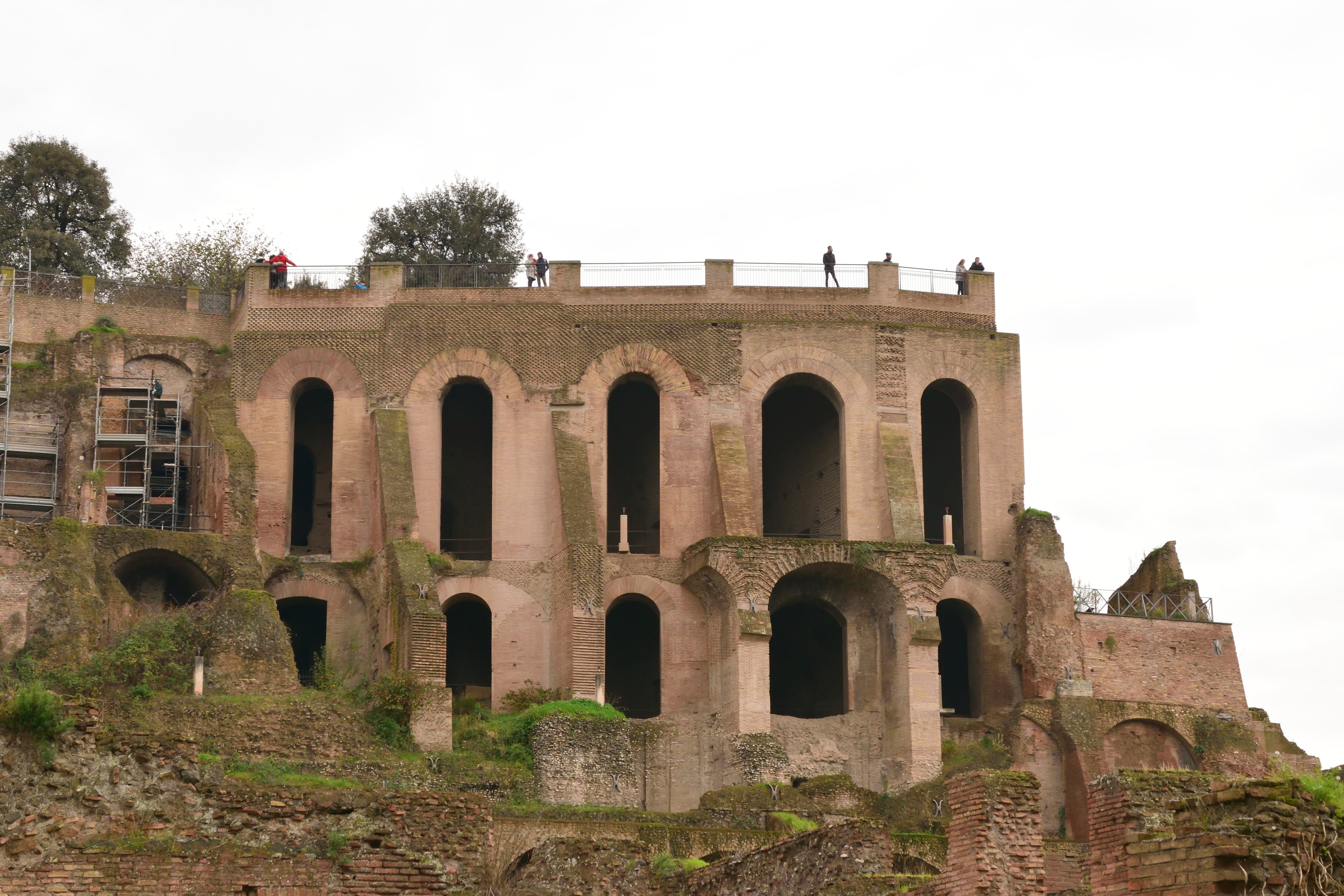
Die mehrgeschossigen Arkaden der Domus Tiberiana wurden unter Kaiser Hadrian realisiert, um die hohe Fassade architektonisch in die Via Nova einzufügen

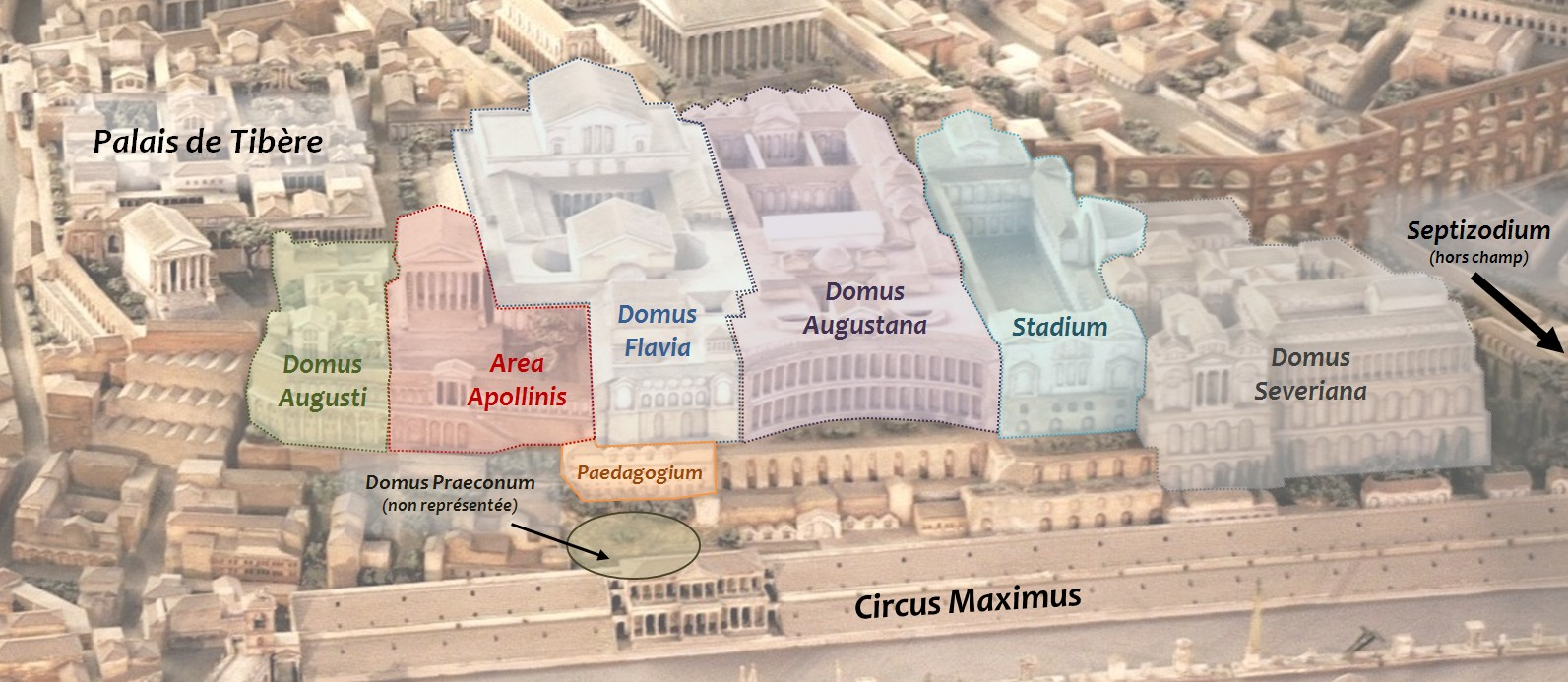
Die Bauten auf dem Palatin

Die Domus Tiberiana ist eine auf dem Palatin in Rom gelegene, auf Kaiser Tiberius zurückgehende Palastanlage. Sie befindet sich zwischen dem Tempel der Magna Mater im Süden und dem Forum Romanum im Norden.
Im Kern und zu Tiberius’ Zeit entstand die Anlage vermutlich aus einer Zusammenlegung spätrepublikanischer Häuser, ein – ähnlich wie das nahe gelegene Haus des Augustus – im Vergleich zu den späteren kaiserlichen Palästen sehr bescheidenes Domizil. Erst unter Caligula (und möglicherweise auch unter Nero) erfolgte ein repräsentativer Ausbau und eine Erweiterung der Anlage nach Nordosten.
Von Ausdehnung und Beschaffenheit der Anlage zu dieser Zeit ist nur wenig bekannt. Sueton schreibt:
partem Palatii ad Forum usque promovit, atque aede Castoris et Pollucis in vestibulum transfigurata
„Er [Caligula] dehnte die Anlage aus bis zum Forum, wodurch er den Tempel von Castor und Pollux zu seinem Vorzimmer machte.“
Und bei Flavius Josephus steht: „Wenn er [Caligula] auf seinem Königspalast stand und Gold und Silber unter die Menge warf, hätte man ihn leicht hinabstoßen können, denn die Spitze des Palastes erhob sich hoch über das Forum.“ Woraus man folgern kann, dass die Ausdehnung der Anlage jedenfalls im Norden in etwa der heutigen entsprach.
Die Anlage wurde in dem verheerenden Brand des Jahres 80 weitgehend zerstört. Beim anschließenden Neubau der Palastanlagen des Domitian (Domus Flavia und Domus Augustana) wurden Teile der Domus Tiberiana (vor allem erhaltene Umfassungsmauern) in die Neugestaltung des Palatin integriert.
Im 16. Jahrhundert wurde das gesamte Gelände von den Farnesinischen Gärten überbaut, wodurch die Ausdehnung möglicher Grabungen heute stark eingeschränkt ist. Die heute noch sichtbaren Teile sind im Wesentlichen Einfassungsmauern und Reste von Untergeschossen.
Seit 2011 finden neue umfangreiche Ausgrabungen statt, die von einer Besucherplattform aus beobachtet werden können.